# Baraeomimus
Baraeomimus is een kevergeslacht uit de familie van de boktorren (Cerambycidae). De wetenschappelijke naam van het geslacht werd voor het eerst geldig gepubliceerd in 1973 door Breuning.

## Soorten
Baraeomimus is monotypisch en omvat slechts de volgende soort:
- Baraeomimus usambaricus Breuning, 1973